# 埼玉県災害拠点病院

埼玉県の地域圏図

埼玉県災害拠点病院（さいたまけんさいがいきょてんびょういん）とは、埼玉県にある災害時の救急医療の拠点となる災害拠点病院。2020年3月27日現在、22の病院が指定されている。

## 概要
県内や近県で災害が発生し、通常の医療体制では被災者に対する適切な医療を確保することが困難な状況となった場合に、埼玉県知事の要請により傷病者の受け入れや医療救護班の派遣等を行う。22病院が指定されており、川口市立医療センター、埼玉医科大学総合医療センター及びさいたま赤十字病院が全県域を担当し災害医療の中心となる基幹災害拠点病院、その他病院が各医療圏に対応する地域災害拠点病院となっている。二次医療圏のうち、秩父医療圏は災害拠点病院の確保ができていない。

### 拠点病院の条件
- 建物が耐震耐火構造であること。
- 資器材等の備蓄があること。
- 応急収容するために転用できる場所があること。
- 応急用資器材、自家発電機、応急テント等により自己完結できること。（外部からの補給が滞っても簡単には病院機能を喪失しないこと）
- 近接地にヘリポートが確保できること。

## DMAT
災害派遣医療チーム（DMAT）は全ての災害拠点病院で編成されている。

## 病院一覧
| 基幹災害拠点病院 | 基幹災害拠点病院                     | 基幹災害拠点病院            | 基幹災害拠点病院                           | 基幹災害拠点病院 | 基幹災害拠点病院 |
| 3次医療圏 | 病院名                               | 住所                        | 位置                                       | DMAT             | 三次救急         |
| --- | ------------------------------------ | --------------------------- | ------------------------------------------ | ---------------- | ---------------- |
| 全県域 | 川口市立医療センター                 | 川口市西新井宿180           | 北緯35度50分35.9秒 東経139度43分49.8秒     | ○                | 救命             |
| 全県域 | 埼玉医科大学総合医療センター         | 川越市鴨田辻道町1981        | 北緯35度56分4秒 東経139度31分10.4秒        | ○                | 高度/DH          |
| 全県域 | さいたま赤十字病院                   | さいたま市中央区新都心1-5   | 北緯35度53分58.2秒 東経139度37分23秒       | ○                | 高度             |
| 地域災害拠点病院 |                                      |                             |                                            |                  |                  |
| 2次医療圏 | 病院名                               | 住所                        | 位置                                       | DMAT             | 三次救急         |
| 東部 | 獨協医科大学埼玉医療センター         | 越谷市南越谷2-1-50          | 北緯35度52分40.5秒 東経139度47分25.6秒     | ○                | 救命             |
| 東部 | 草加市立病院                         | 草加市草加二丁目21-1        | 北緯35度50分7.2秒 東経139度47分46.5秒      | ○                | -                |
| さいたま | 自治医科大学附属さいたま医療センター | さいたま市大宮区天沼町1-847 | 北緯35度54分25秒 東経139度38分42.1秒       | ○                | 救命             |
| さいたま | さいたま市立病院                     | さいたま市緑区三室2460      | 北緯35度53分27.6秒 東経139度40分44.7秒     | ○                | 救命             |
| さいたま | さいたま市民医療センター             | さいたま市西区島根299-1     | 北緯35度52分54.4秒 東経139度35分53.4秒     | ○                | -                |
| さいたま | 埼玉県立小児医療センター             | さいたま市中央区新都心1-2   | 北緯35度53分28.3秒 東経139度37分56.4秒     | ○                | -                |
| 県央 | 北里大学メディカルセンター           | 北本市荒井六丁目100         | 北緯36度0分38秒 東経139度30分52.1秒        | ○                | -                |
| 県央 | 上尾中央総合病院                     | 上尾市柏座1-10-10           | 北緯35度58分29秒 東経139度35分7秒          | ○                | -                |
| 南部 | 埼玉県済生会川口総合病院             | 川口市西川口5-11-5          | 北緯35度48分34.2秒 東経139度42分10.8秒     | ○                | -                |
| 南部 | 戸田中央総合病院                     | 戸田市本町1-19-3            | 北緯35度48分40.896秒 東経139度40分48.468秒 | ○                | -                |
| 川越比企 | 埼玉医科大学病院                     | 毛呂山町毛呂本郷38          | 北緯35度56分20.3秒 東経139度18分23.4秒     | ○                | －               |
| 西部 | 防衛医科大学校病院                   | 所沢市並木三丁目2           | 北緯35度48分5.6秒 東経139度27分56.9秒      | ○                | 救命             |
| 西部 | 埼玉医科大学国際医療センター         | 日高市山根1397-1            | 北緯35度55分15.5秒 東経139度19分18.9秒     | ○                | 救命             |
| 北部 | 深谷赤十字病院                       | 深谷市上柴町西五丁目8-1     | 北緯36度11分1.1秒 東経139度17分38.8秒      | ○                | 救命             |
| 利根 | 埼玉県済生会加須病院                 | 加須市上高柳1680            | 北緯36度7分4.1秒 東経139度35分40.25秒      | ○                | 救命             |
| 利根 | 行田総合病院                         | 行田市大字持田376           | 北緯36度7分32.3秒 東経139度26分56.6秒      | ○                | -                |
| 利根 | 新久喜総合病院                       | 久喜市大字上早見418-1       | 北緯36度4分12.6秒 東経139度39分23.2秒      | ○                | -                |
| 利根 | 羽生総合病院                         | 羽生市大字下岩瀬446         | 北緯36度9分39.18秒 東経139度31分42.57秒    | ○                | -                |
| 南西部 | 国立病院機構埼玉病院                 | 和光市諏訪二丁目1           | 北緯35度46分36.9秒 東経139度37分8.8秒      | ○                | 救命             |
| 2022年6月1日時点 （凡例） 高度：高度救命救急センター、救命：救命救急センター、地域：地域救命救急センター、DH：ドクターヘリ基地病院 |                                      |                             |                                            |                  |                  |